# Трибуна Люду

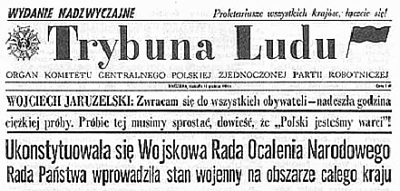
Trybuna Ludu від 13 грудня 1981 повідомляє про запровадження воєнного стану в Польщі

Трибуна Люду (пол. Trybuna Ludu, «Народна трибуна») була однією з найзначніших газет у комуністичній Польщі. Утворена шляхом злиття газет Robotnik Польської соціалістичної партії та Głos Ludu Польської робітничої партії, які на той час об'єдналися у Польську об'єднану робітничу партію (ПОРП). Газета була офіційним друкованим органом ПОРП і одним з головних знарядь комуністичної пропаганди. Перейменована на Trybuna Kongresowa, офіційно закрита після краху комуністичної системи в Польщі і саморозпуску ПОРП. Неформально, більшість її традицій згодом перейнято польською лівою газетою Trybuna.
Головні редактори:
- Леон Касман — 1948—1953
- Владислав Матвін — 1953—1957 (з короткою перервою у 1956, а в цей час: Роман Верфель, Єжи Моравскі, В. Тітков)
- Леон Касман — 1957—1967
- Станіслав Мойковскі — 1967—1972
- Юзеф Барєцкі — 1972—1980
- Веслав Бек — 1980—1985
- Єжи Майка — 1985—1990